# Mihail Vasiljevič Avdjejev
Mihail Vasiljevič Avdjejev, sovjetski letalski častnik, vojaški pilot in letalski as, * 15. september 1913, Gorodec, † 22. julij 1979. 
Avdjejev je v svoji vojaški karieri dosegel 17 samostojnih zračnih zmag.

## Življenjepis
Leta 1931 je vstopil v Leningrajsko vojnoletalsko šolo, nato pa je končal še Vorošilovgradsko vojnoletalsko šolo pilotov.
Med drugo svetovno vojno je letel v 32., 8. in 6. gardnemu lovskemu letalskemu polku.
Opravil je več kot 500 bojnih poletov; letel je s I-16, MiG-1, Jak-1M, Jak-9D in Jak-3.

## Odlikovanja
- heroj Sovjetske zveze (14. junij 1942)[1]
- red Lenina
- red rdeče zastave (6x)
- red Suvorova 3. stopnje
- red rdeče zvezde (2x)